# Noruega Oriental
A Noruega Oriental (em norueguês: Østlandet ou Austlandet) é uma região da Noruega, no sudeste do país. Compreende quatro condados (fylke): Viken, Oslo, Innlandet e Vestfold og Telemark.
Østlandet é a mais habitada região da Noruega, com cerca de 40% da população do país. A capital norueguesa, Oslo, fica nesta região.
Na sua parte mais ocidental, a cadeia dos montes Jotunheimen delimita-a e confina com a região de Vestlandet, e a oriente limita com a Suécia. Em Østlandet fica o Galdhøpiggen, a mais alta montanha do país.